# Jadwiga Wilska-Jeszka
Jadwiga Wilska-Jeszka (ur. 10 grudnia 1924 w Rogowie, zm. 8 listopada 2020) – polska chemiczka, prof. dr hab. inż, specjalizująca się w chemii żywności. Od 1956 r. do 2000 r. pracowała w Instytucie Biochemii Technicznej na Wydziale Chemii Spożywczej i Biotechnologii PŁ.

## Życiorys
Córka Zbigniewa Aleksandra Wilskiego i Ireny z domu Jagmin.
Siostra Teresy Wilskiej, Zofii Wilskiej, Zbigniewa Wilskiego, Barbary Wilskiej.
Studiowała na Wydziale Chemicznym Politechniki Łódzkiej, w 1962 obroniła pracę doktorską, w 1972 uzyskała stopień doktora habilitowanego. W 1986 nadano jej tytuł profesora nadzwyczajnego, a w 1992 tytuł profesora zwyczajnego w zakresie nauk technicznych. Pracowała w Instytucie Biochemii Technicznej na Wydziale Biotechnologii i Nauk o Żywności Politechniki Łódzkiej. Autorka publikacji, patentów oraz książek z zakresu chemii spożywczej.
Wieloletnia członkini Polskiego Towarzystwa Technologów Żywności, którego w latach 1990–1991 była wiceprezeską Zarządu, a w latach 1993–1997 i 1997–2000 prezeską oddziału Łódzkiego. Otrzymała w 2004 Złotą Odznakę za wybitny wkład organizacyjny i koncepcyjny w działalność Towarzystwa oraz znaczący udział w jego rozwoju.
Członkini Working Party on Food Chemistry of the Federation of European Chemical Societies (FECS).
W działalności naukowo-badawczej skupiała się na chemii żywności, szczególnie na związkach polifenolowych, barwnikach roślinnych oraz witaminach i ich aktywności antyoksydacyjnej.
Zmarła 8 listopada 2020.